# 华擂鼓簕
华擂鼓簕（学名：Mapania silhetensis）为莎草科擂鼓簕属下的一个种，产于中国广东和广西，模式种生于瑶山，通常长在海拔650米左右的位置。
其种加词“sinensis”意为“中华的”。